# Joseph Gallieni
Joseph Simon Gallieni (Saint Beat, 24 de abril de 1849 - 27 de maio de 1916) foi um líder militar francês nas colônias francesas e na Primeira Guerra Mundial.

## Biografia
Ele estudou na famosa Prytanée National Militaire, em La Flèche, e mais tarde na academia militar École Spéciale Militaire de Saint-Cyr, tornando-se um segundo tenente após lutar na Guerra franco-prussiana (1870-1871). Ele foi promovido a primeiro tenente em 1873 e capitão em 1878.
Após servir no departamento ultramarino francês de Martinica, Gallieni tornou-se governador do Sudão Francês, onde conseguiu acabar com uma revolta da população local liderada por Mahmadu Lamine. De 1892 a 1896 serviu na Indochina Francesa comandando a segunda divisão militar, até ser despachado para Madagascar. Lá novamente conseguiu com sucesso controlar uma revolta, dessa vez feita pela monarquia local. Ele foi governador de Madagascar até 1905, onde consolidou sua imagem de governante justo e honesto.
Já Frantz Fanon relata que como governador-geral de Madagascar, Gallieni promoveu uma brutal política repressiva contra a resistência anticolonial, executando lideranças locais a título de exemplo para os rebeldes, adotando uma política sistemática de execuções sumárias em larga escala e impondo o trabalho forçado a toda população nativa adulta. Apoiando-se nas ideias racistas de Gobineau, instituiu uma assim chamada "política das raças", que designava identidades étnicas e circunscrições territoriais a grupos locais, subordinando hierarquicamente ins aos outros.
Gallieni se aposentou do exército em abril de 1914, sendo reconvocado em agosto para ajudar na defesa de Paris na Primeira Batalha do Marne.
Joseph Gallieni morreu em maio de 1916, tendo recebido como homenagem póstuma o título de Marechal de França.